# Aeroportul Regional Malden
Aeroportul Regional Malden (IATA: MAW, ICAO: KMAW, FAA LID: MAW) este un aeroport din Missouri, Statele Unite ale Americii ce deservește zona Malden⁠(d). A fost numit după zona deservită.
Situat la o altitudine de 90 m, aeroportul dispune de 1 pistă.

## Infrastructură

### Piste
Aeroportul dispune de o singură pistă. Pista 14/32 are suprafața de asfalt și dimensiunile 4.999 picioare × 80 picioare. 